# Svatojiřský oltář
Svatojiřský oltář (Oltář se Smrtí panny Marie) je rozměrný gotický oltářní retábl ze 60.-70. let 15. století, který byl původně umístěn v Klášteře sv. Jiří na Pražském hradě. Patří do majetku Metropolitní kapituly u sv. Víta a jako zápůjčka je vystaven v expozici středověkého umění Národní galerie v Praze.

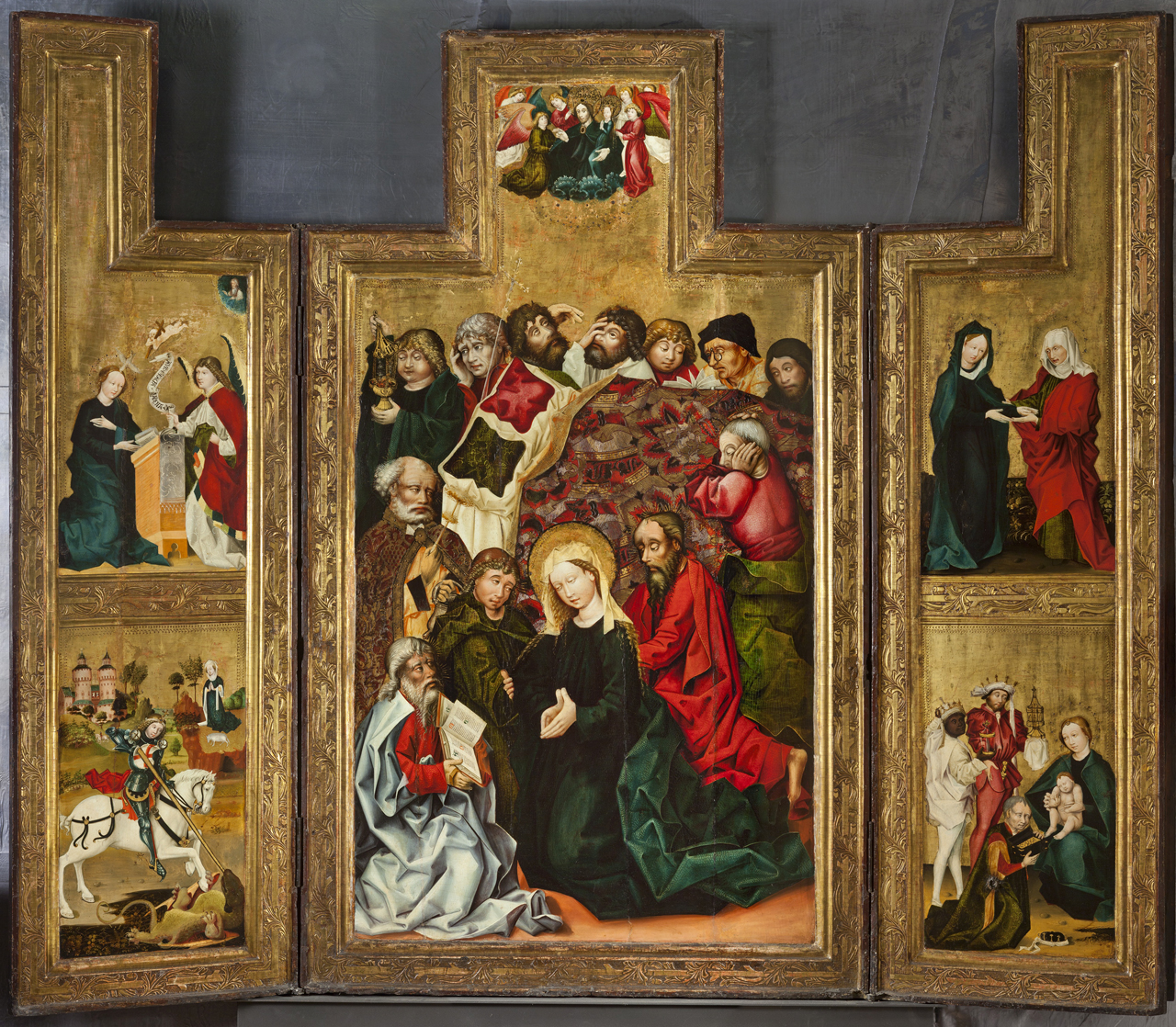
Oltář svatojiřský (kolem 1470), Národní galerie v Praze

## Historie
Oltář se původně nacházel v kapli zasvěcené Panně Marii v klášteře sv. Jiří. Většina studií řadí jeho vznik do doby kolem roku 1470, kdy bylo za panování abatyše Anny z Kotopek vybavení kláštera obnovováno po husitských válkách. Svědčí o tom vyobrazení donátorů - klečící abatyše a kanovníka na zadních stranách oltářních křídel a také scéna ze svatojiřské legendy. Jako východisko a inspirační zdroj Mistra Svatojiřského oltáře jsou obvykle označovány grafické předlohy Mistra E.S. a norimberská produkce před rokem 1450 ovlivněná nizozemskou malbou, zejména Mistr Tucherova oltáře, Mistr Löffelholzského oltáře (žák Hanse Pleydenwurffa), oltář z Wurzachu (Hans Multscher) a Albrechtův oltář.

## Popis a zařazení
Tempera na deskách z lipového dřeva potažených plátnem (střed a vnitřní strany křídel), rozměry: střední deska: 192,5 x 114 cm, křídla: 192 x 56,5 cm. Oltář má původní rám zdobený řezaným reliéfem zobrazujícím stylizované větvoví s listy.
Centrální scéna představuje tzv. Poslední modlitbu Panny Marie mezi apoštoly, spojenou v horní části s Nanebevzetím Panny Marie s žehnajícím Kristem a anděly. Marie klečí se sepjatýma rukama před apoštolem, který drží rozevřenou knihu a je v kompozici zasazena do průsečíku dvou diagonál tvořených postavami čtyř apoštolů. Spolu s apoštoly stojícími za lůžkem tvoří všechny hlavy elipsu. Obličeje apoštolů mají individuální rysy, výjev oživují drobné žánrové detaily a různorodost gest. Roucha Panny Marie a klečícího apoštola jsou stylizována způsobem, který je charakteristický pro pozdně gotický styl tzv. mačkaných nebo lámaných záhybů. Úmrtní lože a plášť sv. Petra jsou zdobeny technikou zlaceného cínovaného reliéfu (tlačeného brokátu).
Na křídlech oltáře jsou tři výjevy ze života Panny Marie (Zvěstování, Navštívení, Klanění tří králů) a Zápas sv. Jiří s drakem. Centrální obraz i tři výjevy ze života Panny Marie mají jednotné zlacené pozadí zdobené podél rámu puncováním. Výjimkou je výjev sv. Jiří s drakem, kde je před zlaceným pozadím perspektivně znázorněná volná krajina s hradem a postavou zachráněné princezny.
Na zadní straně vnějších křídel je vlevo sv. Václav, pod ním klečící abatyše před sv. Filipem (s křížem) a sv. Šimonem (s pilou), vpravo sv. Jiří, ve spodní části klečící donátor před sv. Ondřejem. Rám není zdoben a pozadí tvoří zlatá dekorace na červeném bolusovém podkladě.
Dvojí vyobrazení svatého Jiří může mít i dobově aktuální význam. Kromě toho, že je patronem nejstaršího benediktinského ženského kláštera na Pražském hradě, má v křesťanské ikonografii také úlohu obhájce křesťanství před pohany a mohl být symbolem snah krále Jiřího z Poděbrad sjednotit evropské panovníky v obraně před vpádem Turků.
Mistr Svatojiřského oltáře patrně pobýval v 60. letech v Norimberku a byl obeznámen i se švábským a vídeňským uměleckým prostředím. Plastický vyřezávaný ornament na rámech svědčí pro kontakt se slezskou tvorbou. V Praze jeho dílna působila zhruba do 80. let. a dodávala odtud svá díla i do severozápadních Čech či do Kutné Hory.
Svatojiřský oltář je dílo nadprůměrné hodnoty, ve kterém se uplatňují plně vyzrálé pozdně gotické principy. Podle Pešiny „patří k prvním a vrcholným projevům nové slohové estetiky na české půdě“ a uvádí do českého gotického malířství obraz krajiny. Nizozemský vliv se v něm projevuje nejen v jednotlivostech, nýbrž i v celkovém pojetí,

### Díla připisovaná dílně Mistra svatojiřského oltáře

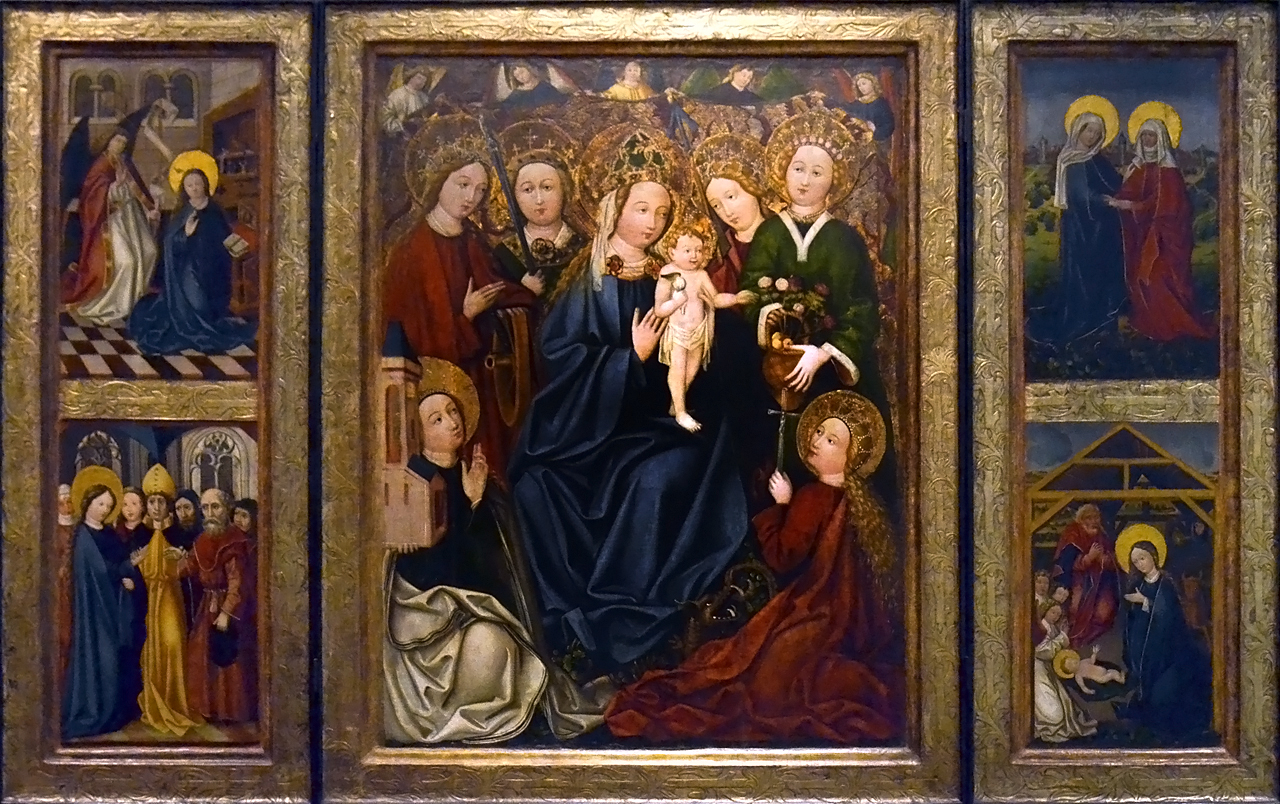
Triptych Thunovský, Národní galerie v Praze

- Svatobarborský triptych (Smíškovská kaple, kostel sv. Barbory v Kutné Hoře)
- triptych zvaný Thunovský (Národní galerie v Praze)
- destičky se světicemi z Litoměřic - série malých deskových obrazů představující sv. Barboru, sv. Dorotu, sv. Kateřinu a sv. Voršilu a dále desky s výjevy Navštívení Panny Marie a Klanění tří králů, jež pocházejí ze sbírek biskupské rezidence v Litoměřicích[7][8]
- čtyři oltářní nástavce z Kadaně (Národní galerie v Praze)
- dílna (?): oltářní křídla z kostela sv. Václava v Roudníkách (Husitské muzeum v Táboře)